# Yermalkau
Yermalkau är en ö i Eritrea.   Den ligger i regionen Södra rödahavsregionen, i den nordöstra delen av landet, 160 km öster om huvudstaden Asmara. Arean är 0,13 kvadratkilometer.
Terrängen på Yermalkau är mycket platt. Öns högsta punkt är 10 meter över havet. 